# Tarkhany

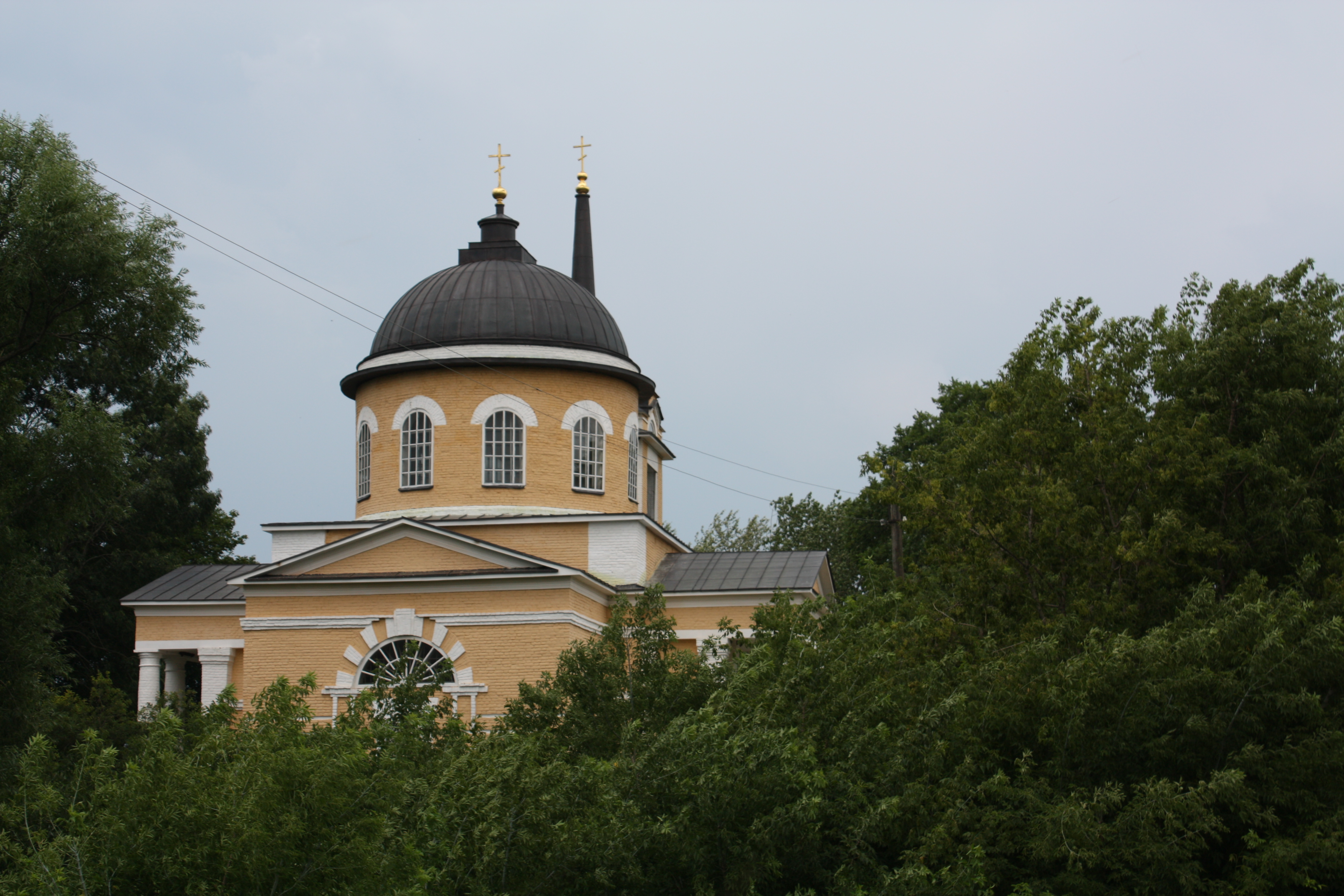
Vue de la coupole de l'église du village

Le manoir de Tarkhany est un petit château campagnard russe construit au tournant du XVIIIe et du XIXe siècle, situé dans le village de Lermontovo (autrefois Tarkhany) dans l'oblast de Penza et le raïon de Belinski. C'est aujourd'hui un musée consacré à Lermontov, qui y passa sa jeunesse, élevé par sa grand-mère maternelle, née Stolypine. Le terrain appartenant au musée couvre un espace de 187 hectares.

## Historique
Le musée a été ouvert en 1939 et appartient à la liste des musées nationaux. Il est à noter qu'il se situe à 17 km de la demeure-musée de Vissarion Belinski.

## Ensemble architectural

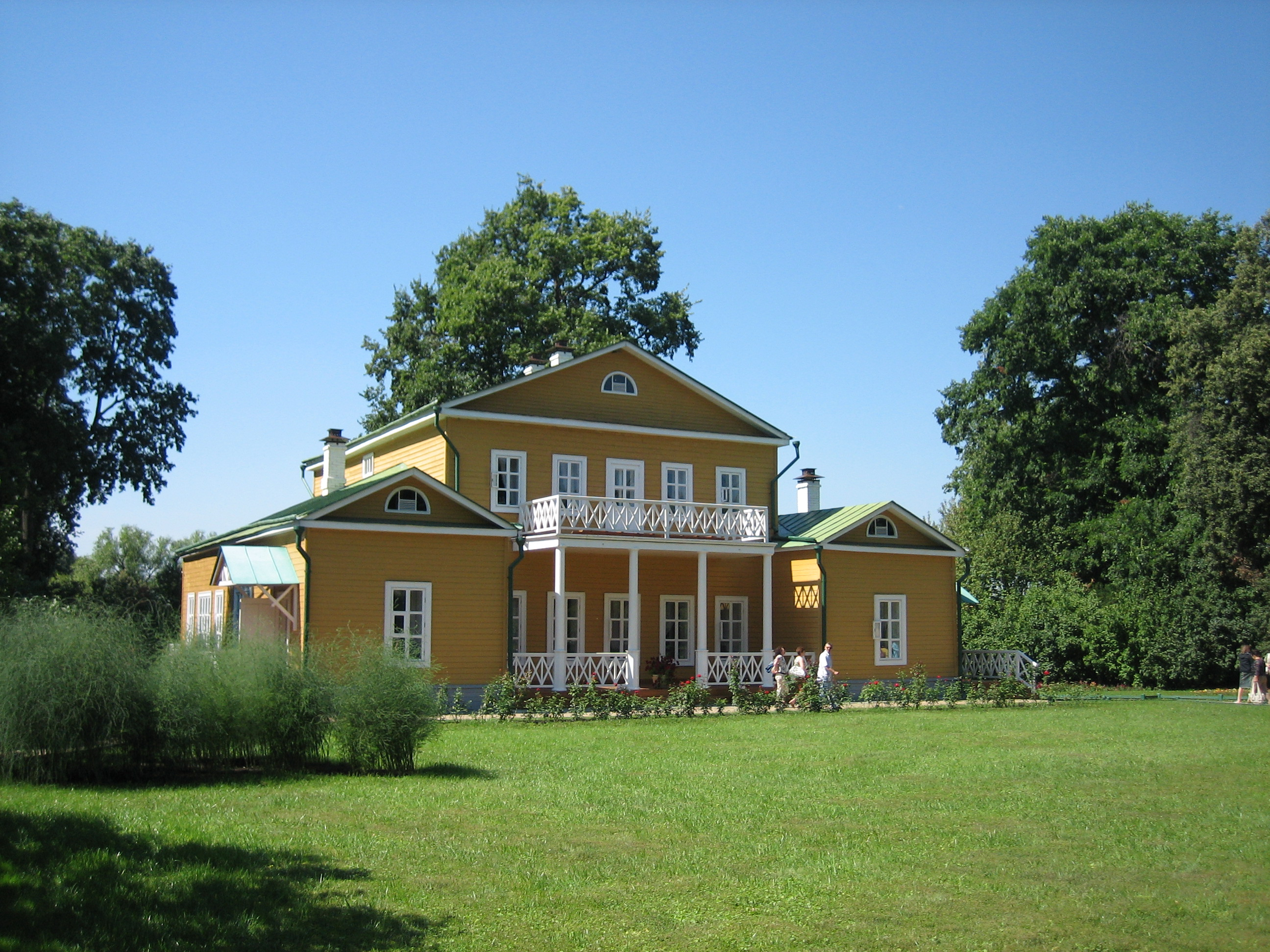
Vue du manoir en 2008

La grand-mère de Lermontov fait démolir l'ancienne demeure seigneuriale pour habiter une demeure plus petite et plus confortable.
Le manoir qui est situé dans l'ancien domaine de la mère de Lermontov se présente sous la forme d'une maison de bois néoclassique à un étage, avec une façade donnant sur le parc dont le pignon est en forme de fronton à la grecque. Cette façade est agrémentée d'un grand balcon soutenu par quatre fines colonnes et flanquée de deux petites ailes basses.
Le musée comprend, outre la maison seigneuriale, une chapelle de pierre néoclassique dédiée à Marie l'Égyptienne, contre la maison seigneuriale, près de l'étang sur une hauteur. Peinte en jaune et blanc, elle est en forme de croix avec un fronton à la grecque soutenu par un portique tétrastyle dorique. On peut aussi visiter une isba de briques entourée de lilas qui servait de communs pour les domestiques, une petite conciergerie de briques blanches près de l'entrée et s'appuyant au mur d'enceinte, et un peu plus loin vers le village au fond d'une allée fleurie, un oratoire situé au-dessus des tombes des Lermontov-Arseniev, et enfin l'église néoclassique du village dédiée à l'Archange Saint Michel, jaune et blanche avec colonnes et légers pilastres, et puis un mirador.
On peut admirer à l'intérieur les pièces, salons et chambres telles qu'elles étaient à l'époque et le cabinet de travail, typique de celui d'un gentilhomme campagnard. Des films sont projetés sur la vie du poète et son œuvre.
Le grand parc paysager qui entoure la demeure et se trouve à la limite des terres agricoles est divisé en plusieurs parcs et jardins, comme le jardin rond avec un étang romantique et un pont, le jardin du milieu et le jardin lointain avec ses arbres fruitiers, sa gloriette et ses allées. Le domaine comprend des arbres centenaires, des petits lacs et un moulin à vent. On peut se promener le long d'allées comme celle, majestueuse, des pins, ou l'allée rectiligne des tilleuls près de la maison.

## Voir aussi

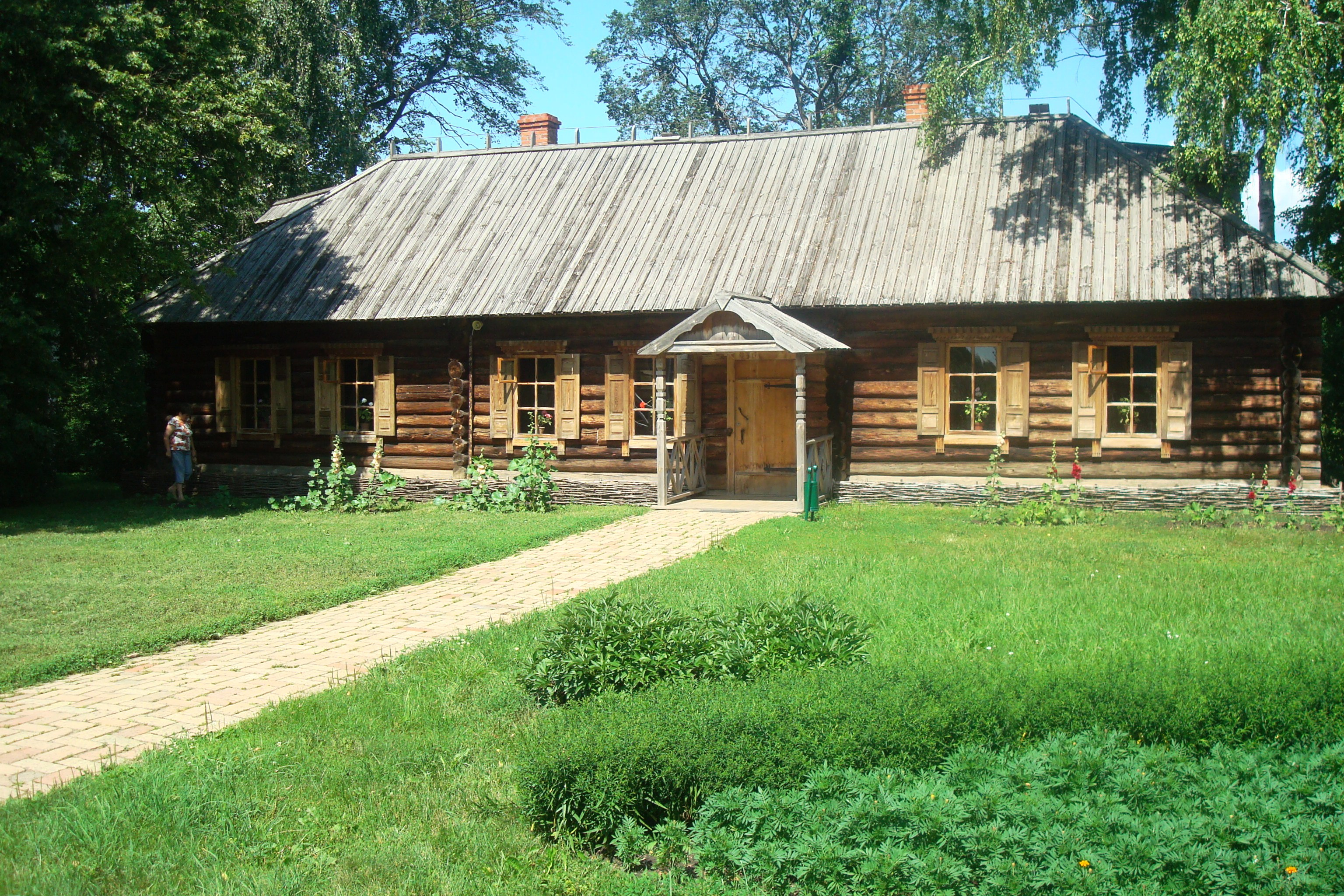
Maison de l'économe du domaine

## Sources
- (ru) Cet article est partiellement ou en totalité issu de l’article de Wikipédia en russe intitulé « Тарханы » (voir la liste des auteurs).